# Deorikalan
Deorikalan è una suddivisione dell'India, classificata come census town, di 3.929 abitanti, situata nel distretto di Palamu, nello stato federato del Jharkhand. In base al numero di abitanti la città rientra nella classe VI (meno di 5.000 persone).

## Geografia fisica
La città è situata a 24° 33' 10 N e 83° 57' 41 E.

## Società

### Evoluzione demografica
Al censimento del 2001 la popolazione di Deorikalan assommava a 3.929 persone, delle quali 2.054 maschi e 1.875 femmine. I bambini di età inferiore o uguale ai sei anni assommavano a 679, dei quali 379 maschi e 300 femmine. Infine, coloro che erano in grado di saper almeno leggere e scrivere erano 2.107, dei quali 1.340 maschi e 767 femmine.